# USS Monaghan (DD-32)
USS Monaghan (DD-32) – amerykański niszczyciel typu Paulding będący w służbie United States Navy w czasie I wojny światowej. Po wojnie służył w United States Coast Guard oznaczony jako (CG-15). Patronem okrętu był Ensign John R. Monaghan.
Stępkę okrętu położono 1 czerwca 1910 w stoczni Newport News Shipbuilding Company. Zwodowano go 18 lutego 1911, matką chrzestną była F. J. Gavin, siostra patrona okrętu. Jednostka weszła do służby 21 czerwca 1911, pierwszym dowódcą został Lieutenant Commander W. P. Cronan.
Niszczyciel dołączył do Floty Atlantyku i brał udział w ćwiczeniach i operacjach mających przygotować US Navy do wejścia do walk, gdy Stany Zjednoczone oficjalnie zadeklarują przystąpienie do wojny. Pierwszymi wojennymi obowiązkami "Monaghana" była służba patrolowa, następnie eskortowanie konwojów z żołnierzami przez niebezpieczną środkową część oceanu. Od listopada 1917 do podpisania rozejmu rok później niszczyciel wykonywał patrole przeciwpodwodne przeciw U-Bootom na wodach europejskich.
Po powrocie do Stanów Zjednoczonych "Monaghan" został wycofany ze służby w Filadelfii 4 listopada 1919.
Okręt został przekazany Straży Przybrzeżnej 7 czerwca 1924 do służby w patrolach rumowych. Stacjonował w New London do 1930 gdy przeszedł do Bostonu.
Wrócił do Marynarki 8 maja 1931. Jego nazwa została skreślona z listy okrętów floty 1 lipca 1933 i została przydzielona nowemu niszczycielowi. Stary okręt został sprzedany firmie Michael Flynn z Brooklynu 22 sierpnia 1934 ma złom zgodnie z ustaleniami londyńskiego traktatu morskiego.